# Prêmio Superar
Prêmio Superar é um prêmio brasileiro que homenageia grandes figuras esportivas do país que se destacaram em um determinado ano.
Foi o primeiro a prêmio no Brasil a homenagear, num mesmo evento, atletas olímpicos, paraolímpicos e imprensa.
O prêmio é uma iniciativa do Instituto Superar, uma ONG que dá suporte a atletas paralímpicos e que organizou o Prêmio Brasil Paraolímpico entre 2008 e 2010.
Em 2012, o prêmio foi dividido em 11 categorias: Melhor Atleta Olímpico, Melhor Atleta Paralímpico, Melhor Equipe Olímpica, Melhor Equipe Paralímpica, Melhor Técnico Olímpico, Melhor Técnico Paralímpico, Melhor Atleta-Guia, Melhor Reportagem Web, Melhor Foto, Melhor Reportagem Impressa, Melhor Reportagem para TV
Em 2013, o prêmio passou a se chamar "Prêmio Atitude no Esporte".

## Edições
| Edição                                 | Ano  | Ref.  |
| -------------------------------------- | ---- | ----- |
| I - Prêmio Superar 2012                | 2012 | [ 5 ] |
| II - Prêmio Atitude no Esporte de 2013 | 2013 | [ 4 ] |